# Гуња
Гуња је једино насељено место истоимене општине на самом југу Вуковарско-сремске жупаније у Републици Хрватској. Према прелиминарним резултатима пописа из 2021. у општини је живело 2.666 становника.

## Географски положај
Гуња је највеће село у жупањској Посавини. Са околним селима налази се на подручју које се назива Цвелферија. Смештена је са леве стране реке Саве. Мостом је повезана са градом Брчко у БиХ.

## Демографија
На попису становништва 2011. године, општина, односно насељено место Гуња је имала 3.732 становника.
По попису из 2001. године, Гуња је имала 5.033 становника, од којих су најбројнији Хрвати, а потом Бошњаци (13,77%) и Срби (6,05%).
Гуња у Хрватскоj уз Загреб и Ријеку има саграђену џамију за вернике муслиманске вероисповести.

## Попис 2011.
| Попис 2011.‍                      | Попис 2011.‍                      | Попис 2011.‍ | Попис 2011.‍ | Попис 2011.‍ |
| -------------------------------- | -------------------------------- | ----------- | ----------- | ----------- |
|                                  |                                  |             |             |             |
| Хрвати                           | Хрвати                           |             | 2.244       | 60,13%      |
| Бошњаци                          | Бошњаци                          |             | 1.108       | 29,69%      |
| Срби                             | Срби                             |             | 124         | 3,32%       |
| остали, неопредељени и непознато | остали, неопредељени и непознато |             | 256         | 6,86%       |
| укупно: 3.732                    |                                  |             |             |             |

## Попис 1991.
На попису становништва 1991. године, насељено место Гуња је имало 5.176 становника, следећег националног састава:
| Попис 1991.‍   | Попис 1991.‍  | Попис 1991.‍ | Попис 1991.‍ | Попис 1991.‍ |
| ------------- | ------------ | ----------- | ----------- | ----------- |
|               |              |             |             |             |
| Хрвати        | Хрвати       |             | 2.920       | 56,41%      |
| Муслимани     | Муслимани    |             | 1.489       | 28,76%      |
| Срби          | Срби         |             | 306         | 5,91%       |
| Југословени   | Југословени  |             | 194         | 3,74%       |
| Русини        | Русини       |             | 38          | 0,73%       |
| Албанци       | Албанци      |             | 18          | 0,34%       |
| Украјинци     | Украјинци    |             | 5           | 0,09%       |
| Црногорци     | Црногорци    |             | 4           | 0,07%       |
| Мађари        | Мађари       |             | 2           | 0,03%       |
| Немци         | Немци        |             | 2           | 0,03%       |
| Македонци     | Македонци    |             | 1           | 0,01%       |
| неопредељени  | неопредељени |             | 64          | 1,23%       |
| регион. опр.  | регион. опр. |             | 6           | 0,11%       |
| непознато     | непознато    |             | 127         | 2,45%       |
| укупно: 5.176 |              |             |             |             |

## Спорт и култура
У Гуњи постоји културно-уметничко друштво „Граничар“ које је основано 1971. године, а негује славонске песме и плесове.
Од спортских клубова постоји фудбалски клуб „Јадран“, основан 1928. године, а такмичи се у Другој жупанијској лиги Вуковарско-сремске жупаније.